# ألفرد إي. ستيل
ألفرد إي. ستيل (بالإنجليزية: Alfred E. Steele)‏ هو سياسي أمريكي، ولد في 22 يناير 1954. انتخب عضو جمعية نيوجيرسي العامة.